# Subathous
Subathous là một chi bọ cánh cứng trong họ 
Elateridae.
Chi này được miêu tả khoa học năm 1918 bởi Fleutiaux.

## Các loài
Các loài trong chi này gồm:
- Subathous formosensis Kishii, 1993
- Subathous tonkinensis Fleutiaux, 1918